# Bayinnaung

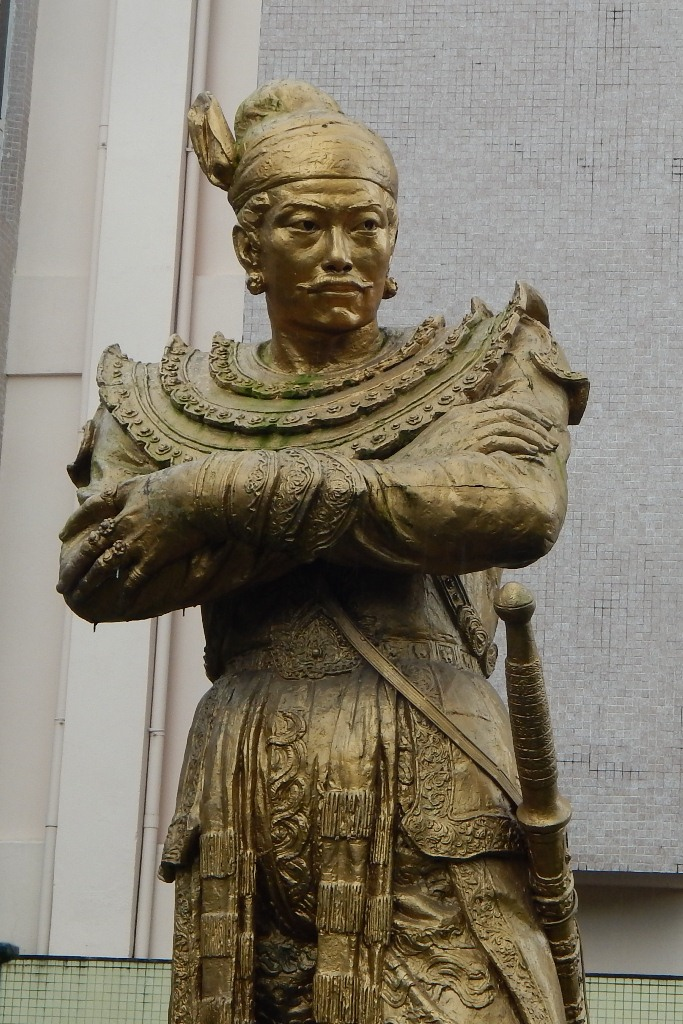
Statue von Bayinnaung vor dem Nationalmuseum in Yangon

Bayinnaung (Bayin-naung; birmanisch ဘုရင့်နောင်, IPA [bayìnnaʊ̀n], wörtlich älterer Bruder des Königs; im Portugiesischen Braginoco, im Thailändischen พระเจ้าบุเรงนอง, Burengnong; * 16. Januar 1516; † 10. Oktober 1581) war von 1550 bis 1581 König der Taungu-Dynastie im heutigen Birma. Bayinnaung wird im Land noch heute vielfach verehrt für die Schaffung einer einheitlichen Herrschaft und weitreichende Eroberungen in den Shan-Staaten, Manipur, Lan Na, Siam und Lan Xang (Laos).

## Wiedereroberung von Birma

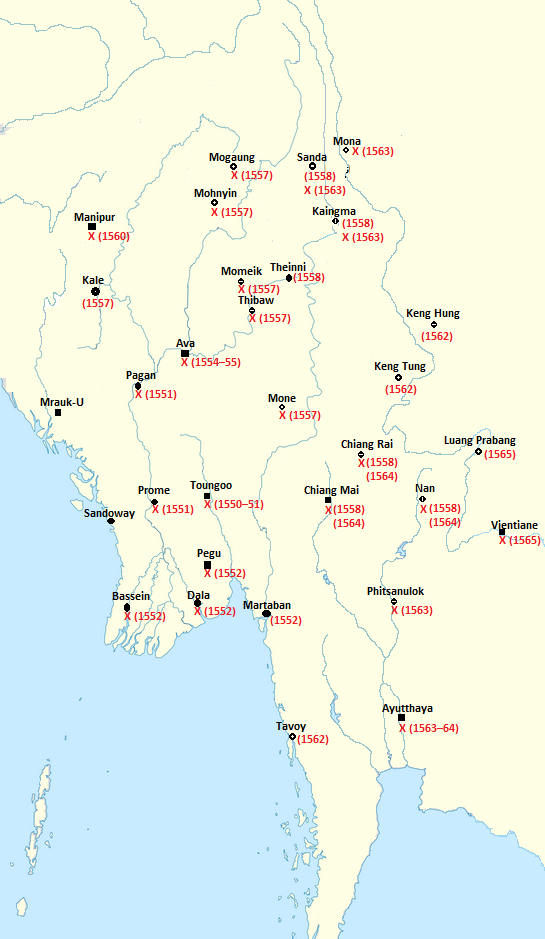
Eroberungszüge von Bayinnaung zwischen 1550 und 1565

Bayinnaung erhielt seinen Namen von König Tabinshwehti, dem Begründer des zweiten birmanischen Reiches, das fast drei Jahrhunderte nach dem Fall von Bagan 1287 durch die Mongolen unter Kublai Khan wiedererstanden war. Tabinshwehti gab seinem treuen General Bayinnaung seine Schwester zur Frau und bestimmte ihn zum ein-shei-min, also  seinem zukünftigen Nachfolger. Nachdem Tabinshwehti 1550 von Hofangehörigen der Mon in Pegu ermordet worden war, kämpfte Bayinnaung um die Wiedererrichtung von Tabinshwehtis Reich, indem er nacheinander Taungu und Prome (1551), Pedu, Martaban und Bassein (1552) und schließlich Ava (1555) eroberte.

## Shan-Staaten und Chiang Mai (1557–1558)
Nach einem Jahr der Ruhe ging Bayinnaung 1557 in den Norden und führte dort eine militärische Operation gegen die Shan an. Er nahm Mong Mit, Hsipaw, Yawnghwe, Mong Yang und Mogaung. Er ging dann nach Mong Nai und eroberte 1558 die Hauptstadt des Königreiches von Lan Na, Chiang Mai (Zin Mé).

## Ayutthaya (1564–1569)

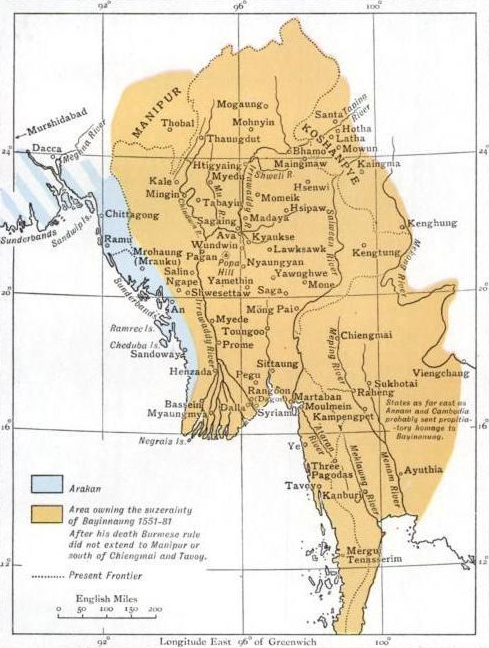
Größte Ausdehnung von Bayinnaungs Herrschaftsbereich (zum Zeitpunkt seines Todes)

Nachdem er 1563 die chinesischen Shan um Mong Mao erobert hatte, bereitete Bayinnaung eine größere Operation gegen das Königreich Ayutthaya vor, dessen Hauptstadt er trotz hartnäckigen Widerstands 1569 einnehmen konnte. Im Anschluss daran wurde Siam ein Vasallenstaat von Taunggu. Tausende Siamesen wurden als Kriegsgefangene und Geiseln nach Birma verschleppt, unter ihnen auch Angehörige der Königshäuser von Ayutthaya und Phitsanulok im Norden des heutigen Thailands. Der spätere König Naresuan erhielt hier in Birma seine militärische Ausbildung, die er später zur Befreiung Ayutthayas von Birma nutzen konnte.
In den späten 1560er Jahren kamen zahlreiche Europäer nach Südostasien, die detaillierte Berichte aus dem Königreich Bayinnaungs nach Europa brachten. Unter ihnen waren Cesar Fedrici und Gaspero Balbi.

## Lan Xang (um 1575)
In den 1570er-Jahren unternahm Bayinnaung eine weitere Kampagne, die sich diesmal gegen das Königreich von Lan Xang (Lin Zin) im heutigen Laos richtete. Der König Sai Setthathirath I. und viele Bewohner von Vientiane (Vieng Chan) flohen in die umliegenden Dschungel, wo sie sich der Invasion widersetzten. Bayinnaung konnte sie zwar verfolgen, aber nicht zum Kampf stellen. So konnte er keine entscheidende Kontrolle über das Land errichten; deshalb kehrte er nach Birma zurück.

## Netzwerk der Loyalitäten

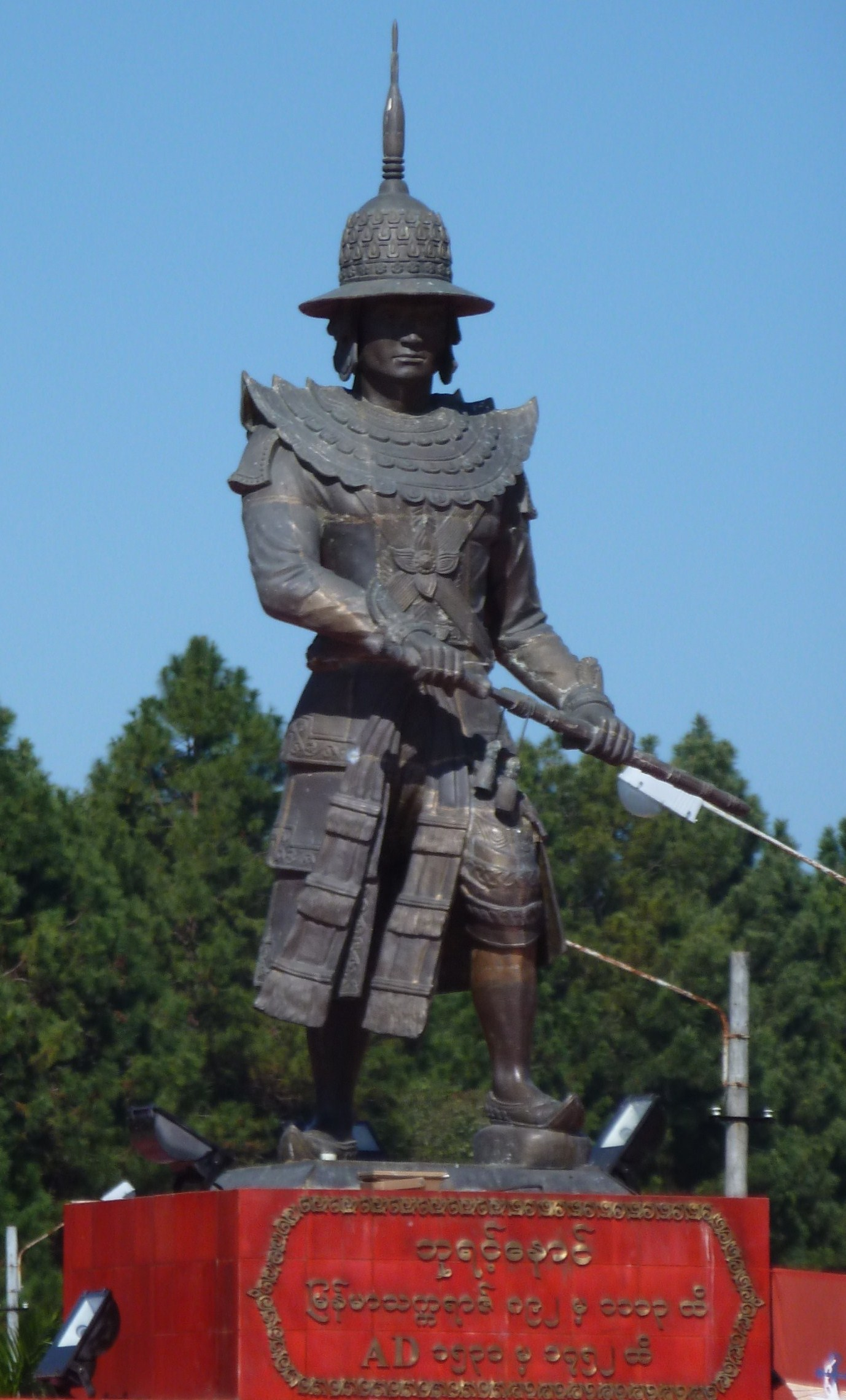
Statue von König Bayinnaung vor der Militärakademie in Pyin U Lwin

Wie schon sein Vorgänger Tabinshwehti hatte Bayinnaung keine Erfahrung im Regieren eines so großen Reiches, das ihnen ihre militärischen Erfolge eingebracht hatten. Sie hatten kein Verwaltungssystem, sondern stützten sich auf ein „Netzwerk der Loyalitäten“.
So machte Bayinnaung seine Brüder und Schwiegersöhne zu „Gouverneuren“ der traditionellen Königreiche Prome, Taungu, Martaban und Ava. Auf Birmanisch hatten sie den Titel bayin, was in etwa „Fürst“ oder „Souverän“ bedeutet. Sie hatten weitgehende Autonomie in inneren Angelegenheiten und unterhielten ihre eigenen Höfe. Nur aufgrund ihrer persönlichen Abhängigkeit vom „Hochkönig“ Bayinnaung in Pegu schuldeten sie diesem Treue, stellten Truppen für seine Feldzüge und dienten als Generäle in seinem Heer. Auch die sawbwa (Fürsten) der Shan, die zuvor als unabhängige Könige im Norden, und die Mon-Fürsten, die im Süden an der Tenasserim-Küste geherrscht hatten, drängte er von ihren Thronen und ersetzte sie durch ihm treu ergebene bayin.
Bei seinen späteren Eroberungen, Manipur, Yunnan, Lan Xang, Chiang Mai und Ayutthaya, ließ er einheimische Herrscher als seine Vasallen auf dem Thron. Er ließ aber ihre Söhne an seinen Hof nach Pegu bringen, sozusagen als adelige Geiseln. Dort dienten sie als Pagen, garantierten für die Loyalität ihrer tributpflichtigen Väter, erhielten aber auch eine Ausbildung, die der der birmanischen Prinzen entsprach. Die bekannteste unter diesen Geiseln war der Prinz und spätere König von Ayutthaya Naresuan, der heute in Thailand den Beinamen „der Große“ trägt. Auch die Vasallenkönige mussten Truppen stellen.
Mit jeder Eroberung wuchs daher auch Bayinnaungs Heer. Auf seinem Höhepunkt umfasste es mindestens 100.000 Mann. Laut der Darstellung der Geschichte Birmas des britischen Kolonialbeamten Sir Arthur P. Phayre, der sich auf die birmanische Hmannan Mahayazawin-dawgyi („Glaspalast-Chronik“) stützt, waren es 200.000. Der zeitgenössische venezianische Reisende Cesar Fedrici (anglisiert Caesar Fredericke) gab sie sogar mit 1.400.000 Mann an. Das war zwar wohl weit übertrieben, zeigt aber, wie beeindruckend das Heer auf Zeitzeugen wirkte. Fedrici behauptete, dass es das größte der Welt war. Entscheidend für Bayinnaungs Erfolg war aber nicht nur die bloße Größe seiner Armee, sondern auch der Einsatz europäischer Söldner und moderner Feuerwaffen.

## Bayinnaungs Ende
Um 1581 bereitete Bayinnaung eine Attacke auf das Königreich Arakan vor. Er starb, bevor er die Angriffspläne umsetzen konnte. Sein Nachfolger wurde sein Sohn, Nandabayin.
Da Bayinnaungs Herrschaft ganz auf seine Person ausgerichtet war, auf einem Netzwerk persönlicher Abhängigkeits- und Treuebeziehungen beruhte, überdauerte sie seinen Tod nicht. Nandabayin verlor binnen kurzer Zeit die Kontrolle über die eroberten Vasallenkönigreiche. Selbst die birmanischen Gebiete gerieten wieder unter verschiedene Herrschaften.